# 金完洙 (1939年生の政治家)
金 完洙（キム・ワンス、朝鮮語: 김완수、1939年5月10日 -  ）は、朝鮮民主主義人民共和国の政治家。祖国統一民主主義戦線議長、最高人民会議代議員。6.15共同宣言実践北側委員会委員長、朝鮮労働党統一戦線部副部長、朝鮮アジア太平洋平和委員会副委員長などを歴任し、南北関係の専門家として知られる。

## 経歴
1939年に咸鏡南道で生まれた。金日成総合大学を卒業。1960年代に外務省に入り、ラテンアメリカ局に勤務。その後、ラテンアメリカ局長、国連駐在部一等書記官を経て、1983年に国連駐在部副代表に就任。1985年5月に南北赤十字会談の北側代表を務めた。1986年に国連駐在部代表に昇進したが、1987年に在ナイジェリア大使、朝鮮アジア太平洋平和委員会副委員長に転じた。1992年には南北政治分科委員として活動。その後、外務省巡回大使、政務院統一担当責任参事などを歴任し、2002年5月に朝鮮労働党統一戦線部副部長に任命された。同年8月に8・15民族統一大会に参加するためソウルを訪問し、2003年には民族統一平和体育文化祝典に参加するため済州島を訪問した。
2003年8月に最高人民会議第11期代議員に選出され、2004年9月に祖国統一民主主義戦線書記局長に任命された。2005年6月15日に平壌で開催された6.15南北共同宣言5周年記念行事に北側代表団の一員として参加。2006年3月30日に開かれた6.15共同宣言実践北側委員会総会で同委員会副委員長に選出された。2009年3月9日に実施された最高人民会議第12期代議員選挙で代議員に再選され、4月9日に開催された最高人民会議第12期第1回会議で最高人民会議副議長に選出された。同年12月には祖国統一民主主義戦線代表団を率いて訪中し、賈慶林中国人民政治協商会議主席と会談した。
2013年6月15日に6.15共同宣言実践北側委員会委員長に選出され、7月に中国・北京で開かれた6.15民族共同委員会共同委員長会議に参加し、南側・海外側の委員長と実務協議を行った。
2014年2月に祖国統一民主主義戦線議長に任命され、3月9日に実施された最高人民会議第13期代議員選挙で代議員に再選され、4月9日に開催された最高人民会議第13期第1回会議で最高人民会議常任委員会委員に選出された。
2016年5月に中国・瀋陽市で開かれた6.15共同宣言実践民族共同委員会南北海外委員長会議に参加した。2017年1月に6.15共同宣言実践北側委員会委員長を解任したことが発表され、4月11日に開催された最高人民会議第13期第5回会議で最高人民会議常任委員会委員から召還された。
2019年3月10日に実施された最高人民会議第14期代議員選挙で代議員に再選され、10月3日には開天節を祝う行事に参加した。

## 参考サイト
- 북한정보포털

| 先代康蓮鶴 | 祖国統一民主主義戦線議長2014年 - | 次代現職 |

| 先代金鉡星 | 6.15共同宣言実践北側委員会委員長2013年 - 2017年 | 次代朴明哲 |